# 우륵의 1곡 하가라도
우륵의 1곡 하가라도(下加羅都)는 악사(樂師) 성열현(省熱縣) 사람 우륵의 12곡 가운데 제1곡명으로 관개수리 제언(堤堰)과 관련한 향가이다.

## 하가라도 곡명의 원전사료
- 《삼국사기》에 우륵이 지은 12곡 가운데 1곡은 하가라도(下加羅都)[1]이다.

## 하가라도 곡명의 학설
- 하가라도는 신라 진흥왕 때 우륵이 지은 가야금 12곡의 하나. 하가라도 함안(咸安) 지방의 옛 이름으로, 이 지방의 음악이었던 것으로 추측함.[2]이라 하였다.
- 이병도(李丙燾)는 고령(高靈) 대가야(大加耶), 양주동(梁柱東)은 함안(咸安) 아라가야(阿羅伽耶), 김동일(金東旭)은 김해 금관가야(金官伽耶), 전중준명(田中俊明)은 합천군(陜川郡) 다라(多羅)․다벌(多伐), 김태식은 김해시(金海市) 남가라(南加耶)로 비정하였다.[3]
- 하가라도는 금관국(金官國)으로 지금의 김해시이다[4][5].
- 신라 법흥왕(法興王) 19년(532)에 금관국(金官國)의 왕인 김구해(金仇亥)가 왕비와 3명의 아들 장남 노종(奴宗), 차남 무덕(武德), 3남 무력(武力)을 데리고 나라의 금고에 있던 보물을 가지고 와서 투항하였다. 왕이 예(禮)로써 환대하고 상등(上等)의 작위를 주었으며, 본국을 식읍(食邑)으로 삼게 하였다. 아들인 무력은 벼슬이 각간(角干)에 이르렀다.[6]라는 사료에서 악성 우륵이 진흥왕을 만난 551년을 기준으로 19년 전에 신라에 복속하여 지금의 김해를 하가라도로 속단할 수 없다.

## 하가라도 제언의 학설
- 조선시대 충주관할에 하가라제(下加羅堤), 하가라곡제(下加羅谷堤)[7]의 관개수리 제언(堤堰)의 지명은 우륵의 12곡 가운데 첫 번째곡인 하가라도는 농경지명과 관련하므로 가라도(加羅都)는 [농요]와 관련한 것을 강력히 시사한다.[8]
- 조선시대 충주목 관할에도 위의 12곡과 이름이 비슷한 저수지 이름들이 나오고 있어서 주목된다. 곧 상가라제(음성군 금왕읍), 하가라제(음성군 금왕읍), 가야곡제(음성군 대소면), 가라곡제, 상가라곡제, 하가라곡제(이상 음성군 삼성면) 등 가야계통의 이름들이 나오는데, 우륵의 출생지로 전해지는 제천시 청풍면과 제천 의림지의 설화 등을 감안할 때 그가 열두 곡을 만든 곳이 이곳 충주지역으로 보이기도 하는 것이다.[9]

## 하가라도 곡명의 해석
- 하가라도(下加羅都)에서 ‘도(都)’자의 용례(用例)는 조선 성종 7년(1476)에, 공을 가지고 놀고[跳丸] 노끈을 가지고 춤추어[舞索] 평악(平樂)의 도장(都場)에서 희롱하고, 경쇠를 치고 쇠북을 쳐서 균천(鈞天)의 광악(廣樂, 천상의 음악)을 연주했다.[10]라는 기사에서 도장(都場)은 예기의 장소를 뜻하며 도기(都妓)와 관련된 음악성이 고증된다.
- 우륵의 12곡 가운데 첫째 곡조 하가라도는 수전농업과 관계한 향가로 추정한다.[11]